# Runensteen (gedenksteen)

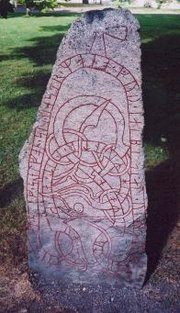
Runensteen van Örby (U 1011). Deze runensteen staat bij de universiteit van Uppsala in Zweden.

Runenstenen zijn stenen waarin inscripties in het runenschrift zijn gekerfd. De stenen zijn vaak gemaakt door de Vikingen en dienden vooral ter nagedachtenis aan gestorvenen. Verreweg de meeste stenen met runeninscriptie zijn gevonden in Zweden; namelijk zo'n 2500. Daarnaast bevinden zich stenen in bijvoorbeeld Denemarken, Noorwegen en IJsland.
Veel stenen die tegenwoordig bekend zijn, bevatten het christelijke kruis en runen uit het jonge futhark. Een aantal oudere stenen daarentegen, bevatten delen van de Noordse mythologie en zijn gekerfd in het oude futhark. Veel van deze oude stenen werden vernietigd tijdens de kerstening van Scandinavië; de stenen die scènes bevatten uit de Noordse mythologie werden als heidens beschouwd. Hiernaast werden de stenen in het verleden wel gebruikt als bouwmateriaal en tegenwoordig is vandalisme het grootste gevaar waaraan de stenen worden blootgesteld.
Jaarlijks worden er één tot twee runenstenen herontdekt; de meeste daarvan in Zweden.

## Traditie
In Scandinavië bestond al sinds de pre-Romeinse ijzertijd (5e eeuw v.Chr.) de traditie van de bautasten, een lange, opgerichte steen zonder inscriptie die vooral nabij grafheuvels wordt gevonden.
Het maken van runenstenen begon in de Romeinse ijzertijd. Het waren stenen waarop inscripties werden geschilderd in naam van een zieke of gestorvene. Het beschilderen van stenen had het nadeel dat de verf op den duur vervaagde en uiteindelijk verdween. Dit probleem werd later opgelost door de inscripties niet meer op de stenen te schilderen, maar ze erin te kerven.
Het kerven van inscripties in stenen wordt genoemd in zowel de Heimskringla en de Hávamál.

## Verschillende soorten

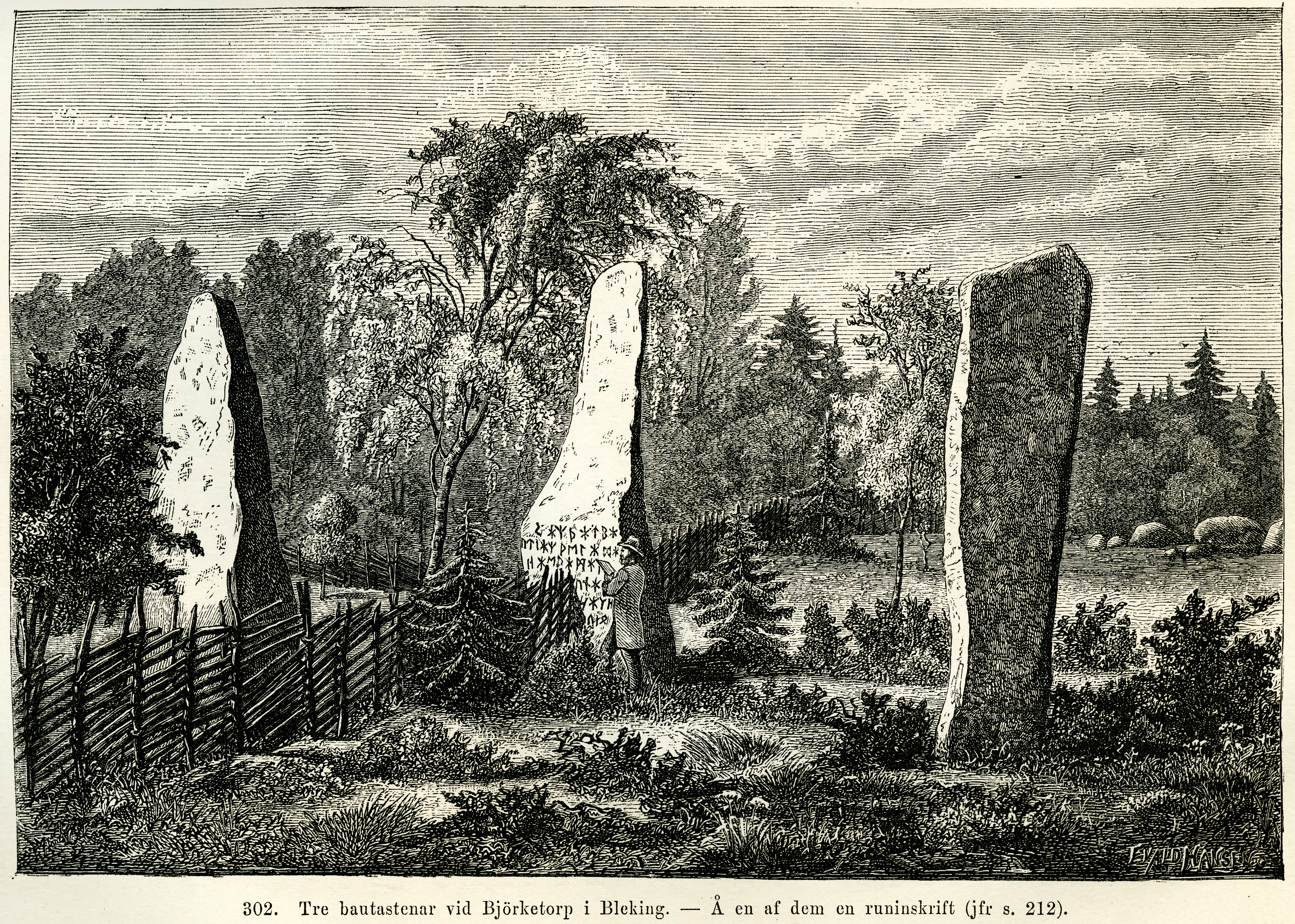
Björketorpsstenen

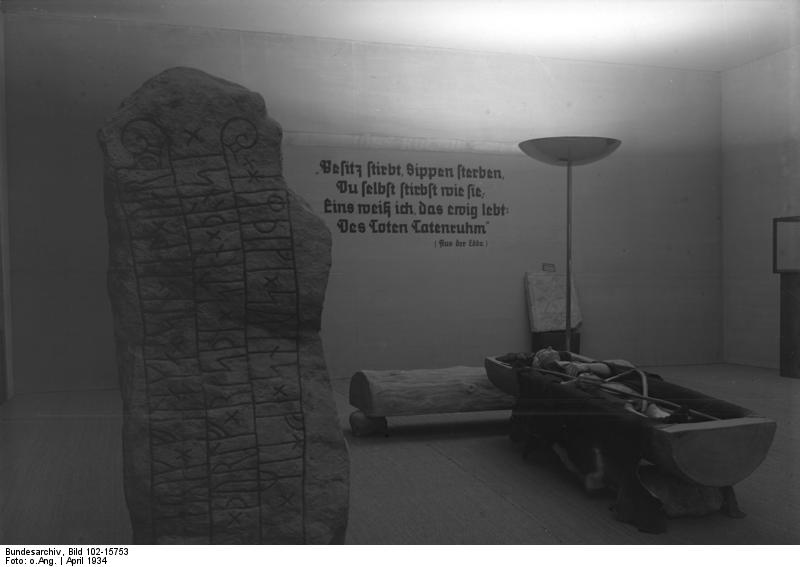
Een runensteen en een Germaanse krijger in een boomkist

Runenstenen kunnen verdeeld worden in een aantal soorten. Het grootste deel van de stenen is gemaakt ter nagedachtenis aan een overledene. Een voorbeeld is de Runensteen van Nolby in Zweden. De inscriptie op deze steen luidt: 
Bergsveinn ok Sigfastr ok Fridhi reistu stein thenna eptir Buri/Byri, fodhur sinn. En Farthegn markadhi.
Dit laat zich vertalen als:
Bergsven en Sigfast en Fride hebben deze steen opgericht als herinnering aan Bure, hun vader. Fartägn heeft het gekerfd.
Andere stenen werden gemaakt als zelfpromotie voor bepaalde mensen. Ze bevatten veelal de goede daden van bepaalde personen en werden opgericht, terwijl ze nog leefden, in hun eigen naam. Een voorbeeld is de Frösörunensteen in de stad Östersund, te Zweden. In deze steen is het volgende gekerfd:
austmothr kuthfastaR sun lit rai(...)rais(...) (...)n thino auk kirua bru thisa auk hon lit kristno eotalont (...) osbiurn kirthi bru triun raist auk tsain runoR thisaR
Dit betekent:
Austmaðr, Guðfastr's zoon, heeft deze steen opgericht en deze brug gebouwd en Jamtaland gekerstend. Ásbjörn heeft deze brug gebouwd. Trjónn en Steinn hebben deze runen gekerfd.
Een ander voorbeeld van dit type steen is de Runensteen van Örby  (U 1011) (zie de foto hiernaast). De steen is gemaakt te Rasbo in Zweden, maar is tegenwoordig te zien bij de universiteit van Uppsala, eveneens te Zweden. De inscriptie op deze steen luidt:
Vígmundr lét hôggva stein at sik sjalfan, slœgjastr manna. Gudh hjalpi sál Vígmundar stýrimanns. Vígmundr ok Áfrídhr hjoggu merki at kvikvan sik.
In het Nederlands betekent dit:
Vígmundr heeft deze steen laten kerven als eerbetoon aan hemzelf, de meest getalenteerde van alle mannen. Moge God Vígmundr helpen, de kapiteins geest. Vígmundr en Áfrídhr hebben dit monument gekerfd als gedachtenis aan zichzelf, terwijl ze leefden.

## Bekende runenstenen in Europa

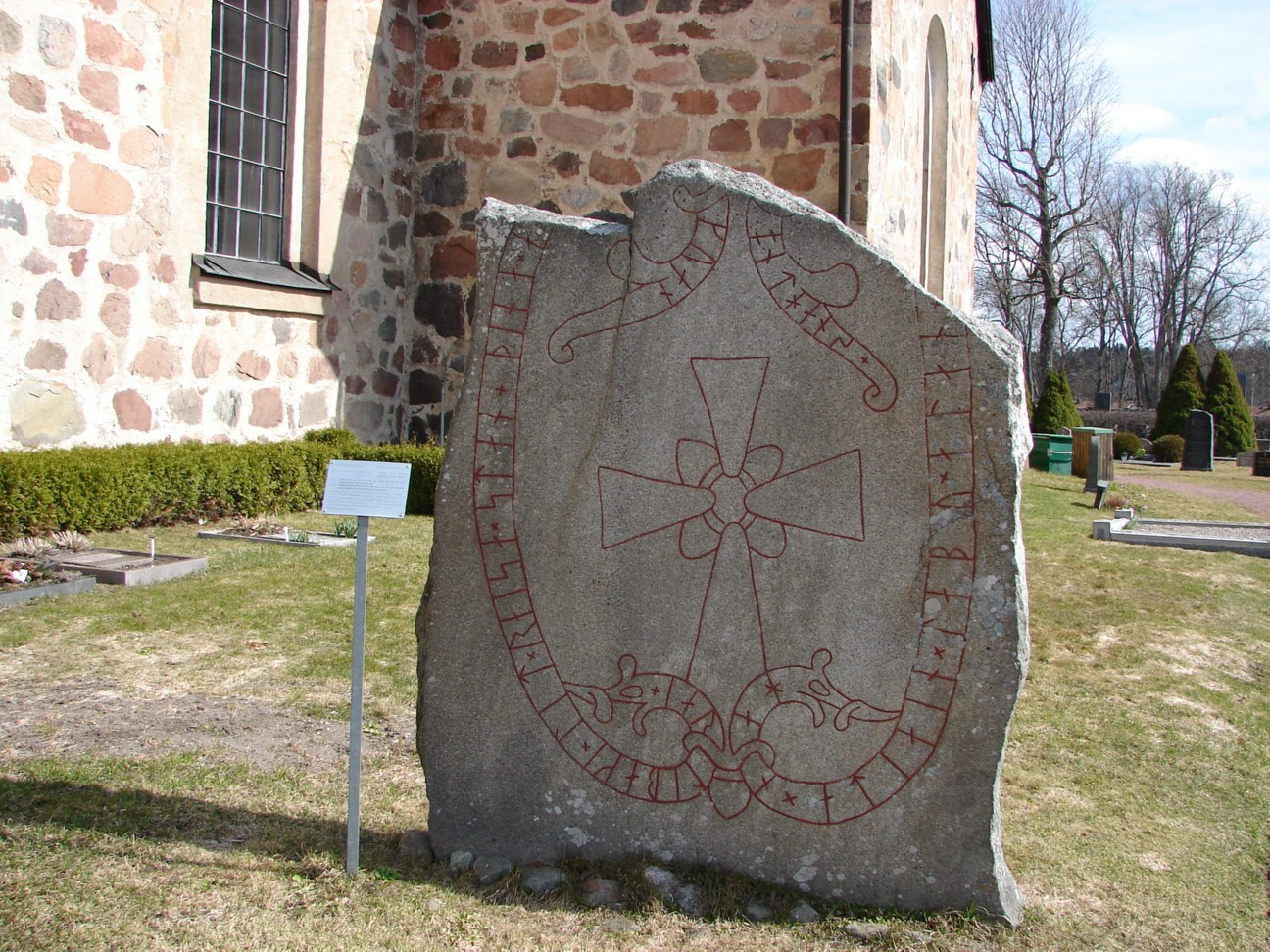
Runensteen van Vallentuna (Rundata U 212). De steen heeft inscripties aan voor- en achterzijde. Beide zijn gewijd aan de grootgrondbezitter Jarlabanke, eigenaar van heel Täby, die in de 11e eeuw vijf stenen voor zichzelf liet oprichten. De steen werd in 1905 teruggevonden bij de kerk van Vallentuna, waar hij nu staat opgesteld.

- Runenstenen van Ardre (Rundata G 111–120), collectie van tien runenstenen. Ze zijn gemaakt tussen de 8e en 11e eeuw. De stenen zijn nu te zien in het Nationaal historisch museum te Stockholm, Zweden.
- Runensteen van Einang, runensteen uit de 4e eeuw. Hij staat in Fagernes, in Noorwegen.
- Runensteen van Kylver (Rundata G 88), runensteen van omstreeks 400, gevonden te Kylver, Gotland, Zweden. Tegenwoordig is de steen te zien in het Nationaal historisch museum te Stockholm, Zweden.
- Runensteen van Eggjum (Rundata N KJ101 $), runensteen uit de7e of 8e eeuw met de langste inscriptie in het ouder futhark die bekend is, gevonden te Sogndal, Noorwegen.
- Runensteen van Nolby (Rundata M 1; ook genoemd Runensteen van Bure), te Nolby, Zweden
- Runenstenen van Jelling, twee runenstenen uit de 10e eeuw in het Deense plaatsje Jelling. De kleine steen is opgericht door koning Gorm en de grote steen door zijn zoon Harald. Er staat een kopie van deze runensteen op het Domplein in de Nederlandse stad Utrecht.
- Runensteen van Hovgården (Rundata U 11), runensteen uit de 11e eeuw. Vermoedelijk opgericht in opdracht van de koning Haakon de Rode. Hij staat op het Zweedse eiland Adelsö, Uppland.
- Runensteen van Örby (Rundata U 1011), runensteen uit de 11e eeuw, opgericht door Vígmundr ter ere van hemzelf. De steen staat in Uppsala, Zweden
- Runensteen van Ölsta (Rundata U 871), een steen in het Zweedse dorpje Ölsta, Uppland, die geschilderd is in opdracht van Runverket, de Zweedse Runendienst, onderdeel van de Riksantikvarieämbetet, de Zweedse Rijksoudheidkundige Dienst.
- Runensteen van Vedyxa (Rundata U 956), runensteen met een merkwaardige vorm in het Zweedse dorp Vedyxa, Uppland.
- Runenstenen van Högby (Rundata Ög 81, Ög 82 en Ög 83), met name Ög 81 is bekend vanwege de alliteratie die gebruikt is. De stenen zijn gevonden te Högby, Östergötland, Zweden.
- Runensteen van Ledberg (Rundata Ög 181), grote en zeer goed bewaard gebleven runensteen te Ledberg, Östergötland, Zweden.

## Runenstenen in de Verenigde Staten

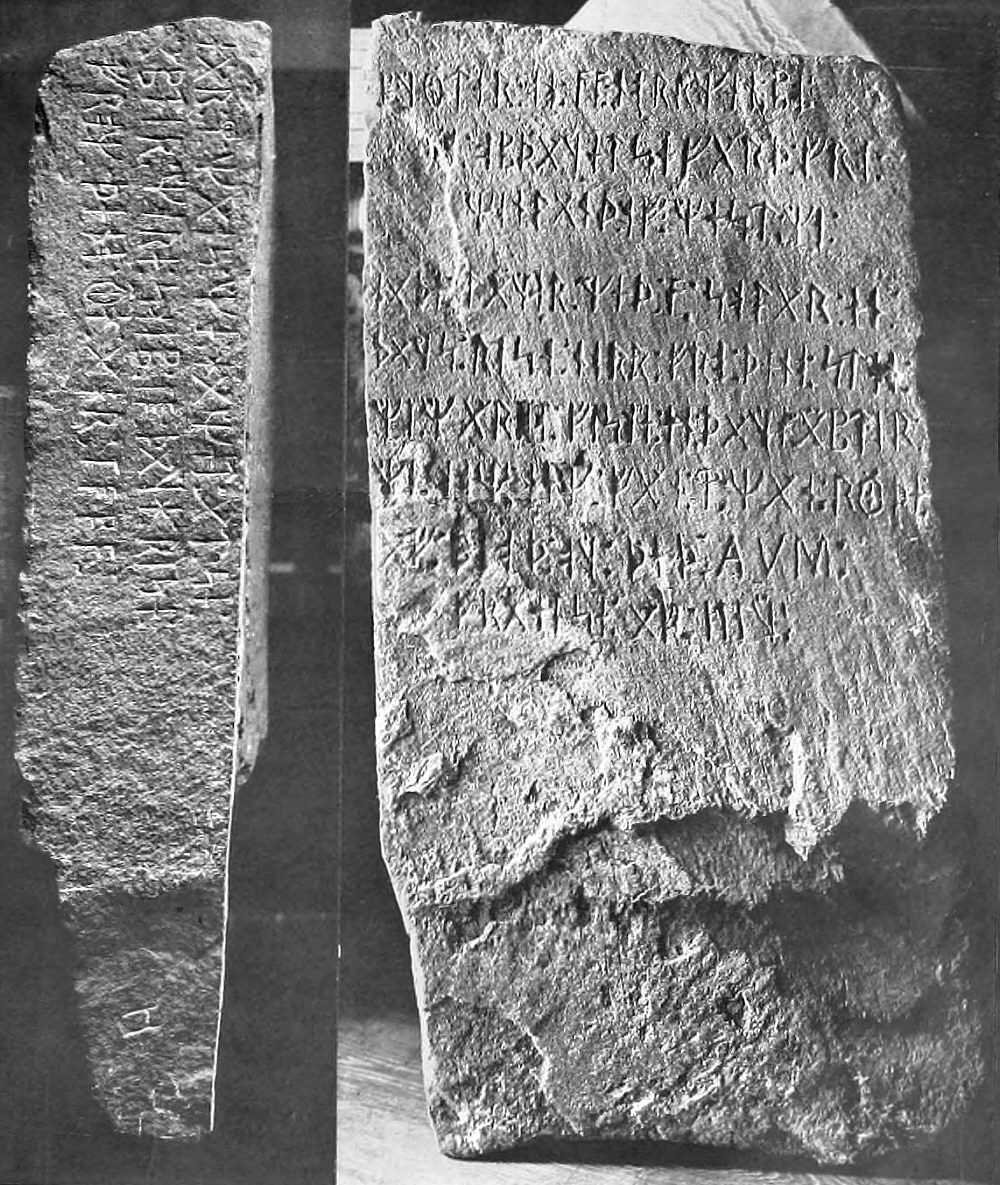
De Kensington Runensteen.

Van de onderstaande runenstenen is niet duidelijk of deze daadwerkelijk gemaakt zijn door Vikingen. Ze zijn namelijk gevonden in de Verenigde Staten; wetenschappers vermoeden dat Vikingen ooit Amerika bereikt hebben, maar hiervoor bestaan heel weinig bewijzen. De aanwezigheid van de runenstenen kan een dergelijk bewijs zijn, maar er wordt getwijfeld over in hoeverre deze stenen authentiek zijn. Verschillende onderzoekers hebben de stenen onderzocht, maar de twijfel blijft. Het kan zijn dat de stenen gemaakt zijn door de Vikingen, maar het kan ook zijn dat de stenen veel later zijn gemaakt door anderen.
De bekende runenstenen in de Verenigde Staten zijn:
- Runensteen van Kensington, steen gevonden in Kensington, te Minnesota. Tegenwoordig bevindt hij zich te Alexandria in dezelfde staat.
- Runensteen van Heavener, steen uit Heavener, Oklahoma.
- Vérendrye runensteen, steen gevonden langs de rivier de Missouri in North Dakota.
- Runenstenen van Spirit Pond, drie stenen gevonden in Phippsburg, Maine.
- Leif Eriksson runensteen, schijnt te staan op het onbewoonde eiland Nomans Land, voor de kust van Massachusetts.